# RKC Waalwijk
Maillots
Actualités
Le Roms-Katholieke Combinatie Waalwijk est un club de football néerlandais situé à Waalwijk dans le Brabant-Septentrional.

## Histoire
- 1940 : fondation du club

Le club a été créé le 26 août 1940 et jouait ses matches à domicile au Sportpark Olympia.
En 1996, il a déménagé dans un nouveau stade de 7 500 places nommé Mandemakers Stadion
Celui a été inauguré à l'occasion du match contre Roda JC.
Bien que considéré comme un des plus petits clubs de l'Eredivisie, le RKC Waalwijk est resté au plus haut niveau pendant de nombreuses années.
Le maillot "domicile" du RKC Waalwijk est composé de jaune et de bleu.
Cependant à la fin de la saison 2006-2007, le RKC Waalwijk a été relégué de la Eredivisie à la suite de sa défaite en play-offs contre le VVV Venlo
Le 3 juin 2009, le club est remonté en Eredivisie à la suite de sa victoire en play-offs contre De Graafschap.
Il a fini à la dernière position avec seulement 15 points. La saison suivante, le RKC Waalwijk est remonté immédiatement en première division Néerlandaise.
À la suite d'une autre relégation en 2013-2014, le club a terminé 20e (soit dernier) de la Eerste Divisie (seconde division) et a échappé à la relégation en Topklasse (amateurs) grâce au refus des 2 clubs champion de Topklasse de passer professionnels.

## Identité visuelle

Ancien logo.
Logo actuel.

## Personnalités du club

### Entraîneurs
- 2015 :  Martin Koopman